# The Pitt Rivers Museum, Oxford
|  | Denne artikel er oprettet af botten PalnaBot ud fra en ekstern database. Den kan derfor have sproglige fejl eller mangler. Denne skabelon kan fjernes efter kontrol af indholdet. |

The Pitt Rivers Museum, Oxford er en dokumentarfilm instrueret af Torkil Funder, Bodil Grue-Sørensen efter manuskript af Torkil Funder, Bodil Grue-Sørensen.

## Handling
The Pitt Rivers Museum, University of Oxford. Siden 1885 er der her i eet vældigt rum samlet over 1 million genstande fra hele verden. De er ordnet efter anvendelse i tværgående afsnit som f.eks.: Rustninger, Smykker, Magi, Kurve, Brug af fugle, Behandlingen af de døde. I stedet for at adskille menneskers tider og steder, fortæller denne udstillingsform om menneskeligt fællesskab og fællesskæbne.